# Элеонора Арагонская (королева Португалии)
Элеонора Арагонская (порт. Leonor, infanta de Aragão; 1 февраля 1402 — 19 февраля 1445, Толедо) — арагонская принцесса, затем королева Португалии.

## Биография
Элеонора была дочерью арагонского короля Фердинанда I и его супруги, Элеоноры Урраки Кастильской, графини де Альбуркерке. У неё были шесть братьев и сестёр, в том числе будущие короли Арагона Альфонс V и Хуан II. 22 сентября 1428 года Элеонора вышла замуж за наследника португальского престола Дуарте, принеся ему как приданое огромную сумму в 200 тысяч золотых. В 1433 году Дуарте стал королём Португалии, и Элеонора — соответственно королевой. Незадолго до смерти Дон Дуарте составил этико-философский трактат «Верный советник» и посвятил его супруге.
В 1438 году Дуарте I скончался во время эпидемии чумы, и в своём завещании назначил регентшей при несовершеннолетнем наследнике престола, Афонсу V, свою супругу Элеонору. Королева, неопытная в ведении государственных дел, была как иноземка-арагонка нелюбима при дворе. К тому же португальская знать при её будущем правлении опасалась усиления влияния Арагона. Поэтому Элеоноре соправителем при Афонсу V был выбран в 1439 году брат покойного короля, герцог Коимбры Педру. Вскоре Педру взял управление страной полностью в свои руки, оставив Элеоноре лишь воспитание королевских детей и контроль над королевскими доходами. Недовольная таким положением дел, Элеонора начала борьбу с Педру, едва не переросшую в гражданскую войну. Инфант Педру одержал в ней верх, и Элеонора с дочерьми удалилась в одно из королевских имений. Оба же сына были оставлены при дворе и воспитывались регентом Педру, который был признан португальскими кортесами единственным регентом страны. В 1440 году Элеонора вновь предприняла вооружённую попытку сместить Педру, однако потерпела поражение и вынуждена была бежать в Кастилию. Здесь, в Толедо, она скончалась в 1445 году. По сообщениям современников, королева была отравлена. Виновными в её смерти называли регента Португалии Педру Коимбрского либо тщеславного коннетабля Кастилии, дона Альвареса де Луна.

## Дети
- Жуан (1429—1433)
- Филиппа (27 ноября 1430 — 24 марта 1439), умерла от чумы.
- Афонсу V (15 января 1432 — 28 августа 1481), король Португалии
- Мария (7 декабря 1432 — 8 декабря 1432)
- Фернанду (17 ноября 1433 — 18 сентября 1470), второй герцог Визеу
- Элеонора Елена (18 сентября 1434 — 3 сентября 1467), с 1452 супруга императора Священной Римской империи Фридриха III
- Дуарте (12 июля 1435 — 12 июля 1435)
- Екатерина (25 ноября 1436 — 17 июня 1463)
- Жуана (20 марта 1439 — 13 июня 1475), с 1455 супруга короля Кастилии Энрике IV